# Liegi-Bastogne-Liegi 2011
La Liegi-Bastogne-Liegi 2011, novantasettesima edizione della corsa, valevole come dodicesima prova dell'UCI World Tour 2011, si svolse il 24 aprile 2011 per un percorso di 255,5 km da Liegi ad Ans. Fu vinta dal belga Philippe Gilbert, che concluse in 6h13'18".

## Percorso
Lungo 255,5 km, prevede la classica partenza da Liegi e l'arrivo ad Ans. Lungo il percorso devono essere superate 10 asperità, i cosiddetti "colli" tipici della Liegi-Bastogne-Liegi. La salita più ripida è la prima da affrontare, denominata Côte de Saint-Roch, con una pendenza media dell'11%; nonostante questo, il colle che spesso ha deciso la gara e il più duro anche a causa della sua lunghezza, è il celebre Côte de la Redoute, 2 km all'8,8%.

### Cols e Côtes
| Numero | Nome                         | Chilometro | Lunghezza (m) | Pendenza media (%) |
| ------ | ---------------------------- | ---------- | ------------- | ------------------ |
| 10     | Côte de Saint-Roch           | 71,5       | 1000          | 11,0               |
| 9      | Côte de Wanne                | 157,5      | 2700          | 7,3                |
| 8      | Côte de Stockeu              | 164,5      | 1000          | 12,2               |
| 7      | Côte de la Haute-Levée       | 170        | 3600          | 5,6                |
| 6      | Col du Rosier                | 183        | 4400          | 5,9                |
| 5      | Col du Maquisard             | 195,5      | 2500          | 5,0                |
| 4      | Mont-Theux                   | 206        | 2600          | 5,9                |
| 3      | Côte de La Redoute           | 220,5      | 2000          | 8,8                |
| 2      | Côte de la Roche aux Faucons | 236        | 1500          | 9,5                |
| 1      | Côte de Saint-Nicolas        | 250        | 1200          | 8,3                |

## Squadre e corridori partecipanti
| N.      | Cod. | Squadra                |
| ------- | ---- | ---------------------- |
| 1-8     | AST  | Pro Team Astana        |
| 11-18   | KAT  | Katusha Team           |
| 21-28   | MOV  | Movistar Team          |
| 31-38   | RSH  | Team RadioShack        |
| 41-48   | THR  | HTC-Highroad           |
| 51-58   | RAB  | Rabobank Cycling Team  |
| 61-68   | GRM  | Team Garmin-Cervélo    |
| 71-78   | LEO  | Team Leopard-Trek      |
| 81-88   | BMC  | BMC Racing Team        |
| 91-98   | SKY  | Sky Procycling         |
| 101-108 | OLO  | Omega Pharma-Lotto     |
| 111-118 | LAM  | Lampre-ISD             |
| 121-128 | QST  | Quickstep Cycling Team |

| N.      | Cod. | Squadra                      |
| ------- | ---- | ---------------------------- |
| 131-138 | SBS  | Saxo Bank-Sungard            |
| 141-148 | LIQ  | Liquigas-Cannondale          |
| 151-158 | EUS  | Euskaltel-Euskadi            |
| 161-168 | ALM  | AG2R La Mondiale             |
| 171-178 | VCD  | Vacansoleil-DCM              |
| 181-188 | COF  | Cofidis, le Crédit en Ligne  |
| 191-198 | SKS  | Skil-Shimano                 |
| 201-208 | FDJ  | FDJ                          |
| 211-218 | LAN  | Landbouwkrediet              |
| 221-228 | SAU  | Saur-Sojasun                 |
| 231-238 | VWA  | Veranda's Willems-Accent     |
| 241-248 | TSV  | Topsport Vlaanderen-Mercator |

## Resoconto degli eventi
Il successo è andato al belga Philippe Gilbert che nei 250 metri finali è scattato ed è riuscito a precedere sul traguardo i fratelli Frank e Andy Schleck.Con questo successo il corridore belga compie l'impresa riuscita precedentemente solo all'italiano Davide Rebellin nel passato 2004, ovvero vincere tutte e tre le classiche delle Ardenne: Amstel Gold Race 2011, Freccia Vallone 2011 e appunto Liegi-Bastogne-Liegi, tenutesi nell'arco di sette giorni (rispettivamente 17, 20 e 24 aprile).

## Ordine d'arrivo (Top 10)
| Pos. | Corridore         | Squadra        | Tempo    |
| ---- | ----------------- | -------------- | -------- |
| 1    | Philippe Gilbert  | Omega Pharma   | 6h13'18" |
| 2    | Fränk Schleck     | Leopard-Trek   | s.t.     |
| 3    | Andy Schleck      | Leopard-Trek   | s.t.     |
| 4    | Roman Kreuziger   | Astana         | a 24"    |
| 5    | Rigoberto Urán    | Sky Procycling | s.t.     |
| 6    | Chris Sørensen    | Saxo Bank      | s.t.     |
| 7    | Greg Van Avermaet | BMC            | a 27"    |
| 8    | Vincenzo Nibali   | Liquigas       | a 29"    |
| 9    | Björn Leukemans   | Vacansoleil    | a 39"    |
| 10   | Samuel Sánchez    | Euskaltel      | s.t.     |

## Punteggi UCI
| Pos. | Corridore         | Squadra        | Punti |
| ---- | ----------------- | -------------- | ----- |
| 1    | Philippe Gilbert  | Omega Pharma   | 100   |
| 2    | Fränk Schleck     | Leopard-Trek   | 80    |
| 3    | Andy Schleck      | Leopard-Trek   | 70    |
| 4    | Roman Kreuziger   | Astana         | 60    |
| 5    | Rigoberto Urán    | Sky Procycling | 50    |
| 6    | Chris Sørensen    | Saxo Bank      | 40    |
| 7    | Greg Van Avermaet | BMC            | 30    |
| 8    | Vincenzo Nibali   | Liquigas       | 20    |
| 9    | Björn Leukemans   | Vacansoleil    | 10    |
| 10   | Samuel Sánchez    | Euskaltel      | 4     |

| Pos. | Squadra                          | Punti |
| ---- | -------------------------------- | ----- |
| 1    | Team Leopard-Trek                | 150   |
| 2    | Omega Pharma-Lotto               | 100   |
| 3    | Pro Team Astana                  | 60    |
| 4    | Sky Procycling                   | 50    |
| 5    | Saxo Bank-Sungard                | 40    |
| 6    | BMC Racing Team                  | 30    |
| 7    | Liquigas-Cannondale              | 20    |
| 8    | Vacansoleil-DCM Pro Cycling Team | 10    |
| 9    | Euskaltel-Euskadi                | 4     |

| Pos. | Nazione     | Punti |
| ---- | ----------- | ----- |
| 1    | Lussemburgo | 150   |
| 2    | Belgio      | 140   |
| 3    | Rep. Ceca   | 60    |
| 4    | Colombia    | 50    |
| 5    | Danimarca   | 40    |
| 6    | Italia      | 20    |
| 7    | Spagna      | 4     |